# Figaro Ceng
Figaro Ceng (chino: 曾 少 宗, pinyin: Ceng Shao Zong). Nacido el 18 de noviembre de 1981. Es un actor y cantante taiwanés. Formó parte de una banda musical llamada Comic Boyz (可米小子) desde 2002 a 2005. En la que lanzaron tres álbumes como: Hey Hah!! Comic Boyz (2002); Youth Memoir (2003); Goodbye (New + Best Selection) (2005); que también actuaron en dramas televisivos y trabajaron e programas de televisión.

## Filmografía

### TV series
| Año  | Título en chino                  | Título en inglés                 | Caracteres / Personaje               |
| ---- | -------------------------------- | -------------------------------- | ------------------------------------ |
| 2001 | 烈愛傷痕                         | Love Scar                        | guest star                           |
| 2002 | 偷偷愛上妳                       | Serectly Loving You              | guest star                           |
| 2002 | 麻辣高校生                       | Spicy Hot Students               | guest star                           |
| 2003 | 流星花園Ⅱ                        | Meteor Garden II                 | guest star                           |
| 2003 | 孽子                             | Crystal Boys                     | guest star                           |
| 2004 | 愛在星光燦爛時                   | Starry Night                     | 少宗                                 |
| 2005 | 終極一班                         | KO One                           | Ceng Shao Zong (曾少宗) / supporting |
| 2005 | 愛戀米 (aka 愛神奔馳, 極速傳說2) |                                  | 公爵徐中旭                           |
| 2005 | 惡魔在身邊                       | Devil Beside You                 | Ah Rang (袁川讓) / supporting        |
| 2007 | 惡作劇2吻                        | They Kiss Again                  | Qi Tai (楊啟太) / supporting         |
| 2008 | 霹靂MIT                          | Mysterious Incredible Terminator | He Rui Jia/Hei Gui / supporting      |
| 2008 | 緣之燴                           |                                  | 陶喜                                 |
| 2009 | 下一站，幸福                     | Autumn's Concerto                | Jacko / supporting                   |
| 2009 | 幸福的抉擇                       | I Do?                            | Supporting                           |
| 2010 | 鍾無艷                           | Zhong Wu Yen                     | Wu Da Wei / Supporting               |
| 2011 | 你們我們他們                     | Dropping By Cloud Nine           | 李勵軍                               |
| 2012 | 你是春風我是雨                   | Love in the Wind                 |                                      |
| 2012 | Dong-Huachun Barbershop          |                                  |                                      |

## Videos musicales
- "知道" (I Know) - A-mei
- "求救專線" (Hotline For Help) from Make A Wish - Vic Chou
- "C大調" (C Major) from Flower in the Wonderland - Angela Chang

## Discografía

### Comic Boyz albums
| Álbum # | Información | Pistas |
| ------- | --- | --- |
| 1st     | Hey Hah!! Comic Boyz - Released: 25 November 2002 - Label: Sony Music Taiwan - Language: Mandarin - Format: Studio album (CD) - Genre: Mandopop                                                   | 1. "Hey!Hah!" 2. "求愛復刻版" (Old School Love) 3. "超人心" (The Heart Of Superman) 4. "最重要的你" (The Most Important You) 5. "我忍住哭" (I Hold On My Tears) 6. "喜歡你" (Loving U) 7. "Blue Miracle" 8. "Buddy" 9. "相信" (Belief) 10. "青春無敵" (Forever Youth) 11. "Hey! Hah!" (Asia Remix) 12. "Hey! Hah!" (Euro Remix) |
| 2nd     | Youth Souvenir Book (青春紀念冊) - Released: 29 December 2003 - Label: Sony Music Taiwan - Language: Mandarin - Format: Studio album (CD) - Genre: Mandopop                                       | 1. "Number 2" 2. "青春紀念冊" (Youth Souvenir Book) 3. "紅蜻蜓" (Red Dragon Fly) 4. "花季" (Flower Season) 5. "他" (Him) 6. "Hold Me Close" 7. "我討厭" (I Hate It) 8. "我的野蠻女友" (My Sassy Girlfriend) 9. "愛的入場卷" (Love Coupon) 10. "愛像什麼" (Love What) |
| 3rd     | Goodbye Comic Boyz (New + Best Selection) (Goodbye 可米小子 新歌＋精選) - Released: 21 January 2005 - Label: Sony Music Taiwan - Language: Mandarin - Format: Studio album (CD) - Genre: Mandopop | 1. "愛情不用翻譯" - Starry Night (愛在星光燦爛時) ending theme (new) 2. "好奇無上限" - Starry Night (愛在星光燦爛時) opening theme (new) 3. "Hey!Hah!" 4. "求愛復刻版" (Old School Love) 5. "紅蜻蜓" (Red Dragon Fly) 6. "我忍住哭" (I Hold On My Tears) 7. "花季" (Flower Season) 8. "超人心" (The Heart Of Superman) 9. "Number 2" 10. "Hold Me Close" 11. "青春無敵" (Forever Youth) 12. "喜歡你" (Loving U) 13. "我的野蠻女友" (My Sassy Girlfriend) 14. "青春紀念冊" (Youth Souvenir Book) |